# Казелли, Карло Франческо
Карло Франческо Мария Казелли (итал. Carlo Francesco Maria Caselli; 20 октября 1740, Алессандрия, Сардинское королевство — 20 апреля 1828, Парма, Пармское герцогство) — итальянский куриальный кардинал, сервит. Титулярный архиепископ Сида с 29 марта 1802 по 9 августа 1802. Архиепископ-епископ Пармы с 28 мая 1804 по 20 апреля 1828. Кардинал in pectore с 23 февраля 1801 по 9 августа 1802. Кардинал-священник с 9 августа 1802, с титулом церкви Сан-Марчелло с 20 сентября 1802 по 20 апреля 1828.